# Dalians tunnelbana
Dalians tunnelbana (kinesiska: 大连轨道交通, pinyin Dàlián guǐdào jiāotōng)är ett tunnelbanesystem i Dalian, Liaoning-provinsen i nordöstra Kina. Det består i januari 2022 av 5 linjer med en total längd av 201 kilometer.  Den första linjen kom i trafik 2003.